# Rhaphiostylis
Rhaphiostylis is een geslacht uit de familie Icacinaceae. De soorten komen voor in tropisch Afrika en op Madagaskar.

## Soorten
- Rhaphiostylis beninensis (Hook.f. ex Planch.) Planch. ex Benth.
- Rhaphiostylis cordifolia Hutch. & Dalziel
- Rhaphiostylis elegans Engl.
- Rhaphiostylis ferruginea Engl.
- Rhaphiostylis fusca (Pierre) Pierre
- Rhaphiostylis minima Jongkind
- Rhaphiostylis ovatifolia Engl. ex Sleumer
- Rhaphiostylis parvifolia (S.Moore) Exell
- Rhaphiostylis poggei Engl.
- Rhaphiostylis preussii Engl.
- Rhaphiostylis subsessilifolia Engl.